# Liste des réacteurs nucléaires à eau bouillante
La liste des réacteurs nucléaires à eau bouillante, telle qu'elle est arrêtée par l'Agence internationale de l'énergie atomique, est présentée ci-après. Au 31 décembre 2009, 92 réacteurs nucléaires à eau bouillante étaient en exploitation dans le monde, soit 21 % du parc mondial de réacteurs qui s'établissait à 437. 
Par ailleurs trois autres réacteurs étaient en construction, un au Japon et deux à Taiwan, quand 55 étaient en construction au niveau mondial, tous les autres étant des réacteurs à eau pressurisée. 
À la suite de l'accident nucléaire de Fukushima en avril 2011, tous les réacteurs à eau bouillante japonais ont été arrêtés et aucun n'a été redémarré à ce jour.

## Réacteurs en exploitation
L'Agence internationale de l'énergie atomique recensait 92 réacteurs à eau bouillante en opération au 31 décembre 2009. Ils sont répartis dans dix pays : 35 aux États-Unis, 30 au Japon, 7 en Suède, 6 en Allemagne, 4 à Taïwan, 2 en Espagne, 2 en Finlande, 2 en Inde, 2 au Mexique et 2 en Suisse. Les États-Unis et le Japon se partagent ainsi près de 70 % du parc de réacteurs à eau bouillante.
| Pays       | Nom du réacteur         | Modèle         | Capacité [MW]   | Capacité [MW] | Capacité [MW] | Exploitant | Constructeur          | Début constr. | Raccord. au réseau | Mise en service comm. |
| Pays       | Nom du réacteur         | Modèle         | Thermique (MWt) | brute (MWe)   | Net (MWe)     | Exploitant | Constructeur          | Début constr. | Raccord. au réseau | Mise en service comm. |
| ---------- | ----------------------- | -------------- | --------------- | ------------- | ------------- | ---------- | --------------------- | ------------- | ------------------ | --------------------- |
| Allemagne  | Gundremmingen-B (GUN-B) | BWR 72         | 3 840           | 1 344         | 1 284         | KGG        | KWU                   | juil 1976     | mars 1984          | juil 1984             |
| Allemagne  | Gundremmingen-C (GUN-C) | BWR 72         | 3 840           | 1 344         | 1 288         | KGG        | KWU                   | juil 1976     | nov 1984           | jan 1985              |
| Espagne    | Cofrentes               | BWR-6          | 3 237           | 1 092         | 1 064         | ID         | GE                    | sept 1975     | oct 1984           | mars 1985             |
| Espagne    | Santa Maria de Garona   | BWR-3          | 1 381           | 466           | 446           | NUCLENOR   | GE                    | sept 1966     | mars 1971          | mai 1971              |
| Finlande   | Olkiluoto-1             | BWR 2500       | 2 500           | 890           | 860           | TVO        | ASEASTAL              | fév 1974      | sept 1978          | oct 1979              |
| Finlande   | Olkiluoto-2             | BWR 2500       | 2 500           | 890           | 860           | TVO        | ASEASTAL              | nov 1975      | fév 1980           | juil 1982             |
| Inde       | Tarapur-1               | BWR-1, Mark 2  | 530             | 160           | 150           | NPCIL      | General Electric (GE) | oct 1964      | avril 1969         | oct 1969              |
| Inde       | Tarapur-2               | BWR-1, Mark 2  | 530             | 160           | 150           | NPCIL      | General Electric (GE) | oct 1964      | mai 1969           | oct 1969              |
| Japon      | Fukushima Daini-1       | BWR-5          | 3 293           | 1 100         | 1 067         | TEPCO      | TOSHIBA               | mars 1976     | juil 1981          | avril 1982            |
| Japon      | Fukushima Daini-2       | BWR-5          | 3 293           | 1 100         | 1 067         | TEPCO      | HITACHI               | mai 1979      | juin 1983          | fév 1984              |
| Japon      | Fukushima Daini-3       | BWR-5          | 3 293           | 1 100         | 1 067         | TEPCO      | TOSHIBA               | mars 1981     | déc 1984           | juin 1985             |
| Japon      | Fukushima Daini-4       | BWR-5          | 3 293           | 1 100         | 1 067         | TEPCO      | HITACHI               | mai 1981      | déc 1986           | août 1987             |
| Japon      | Hamaoka-3               | BWR-5          | 3 293           | 1 100         | 1 056         | CHUBU      | TOSHIBA               | avril 1983    | jan 1987           | août 1987             |
| Japon      | Hamaoka-4               | BWR-5          | 3 293           | 1 137         | 1 092         | CHUBU      | TOSHIBA               | oct 1989      | jan 1993           | sept 1993             |
| Japon      | Hamaoka-5               | ABWR           | 3 926           | 1 267         | 1 212         | CHUBU      | TOSHIBA               | juil 2000     | avril 2004         | jan 2005              |
| Japon      | Higashidori 1 (Tohoku)  | BWR-5          | 3 293           | 1 100         | 1 067         | TOHOKU     | TOSHIBA               | nov 2000      | mars 2005          | déc 2005              |
| Japon      | Kashiwazaki-Kariwa-1    | BWR-5          | 3 293           | 1 100         | 1 067         | TEPCO      | TOSHIBA               | juin 1980     | fév 1985           | sept 1985             |
| Japon      | Kashiwazaki-Kariwa-2    | BWR-5          | 3 293           | 1 100         | 1 067         | TEPCO      | TOSHIBA               | nov 1985      | fév 1990           | sept 1990             |
| Japon      | Kashiwazaki-Kariwa-3    | BWR-5          | 3 293           | 1 100         | 1 067         | TEPCO      | TOSHIBA               | mars 1989     | déc 1992           | août 1993             |
| Japon      | Kashiwazaki-Kariwa-4    | BWR-5          | 3 293           | 1 100         | 1 067         | TEPCO      | HITACHI               | mars 1990     | déc 1993           | août 1994             |
| Japon      | Kashiwazaki-Kariwa-5    | BWR-5          | 3 293           | 1 100         | 1 067         | TEPCO      | HITACHI               | juin 1985     | sept 1989          | avril 1990            |
| Japon      | Kashiwazaki-Kariwa-6    | ABWR           | 3 926           | 1 356         | 1 315         | TEPCO      | TOSHIBA               | nov 1992      | jan 1996           | nov 1996              |
| Japon      | Kashiwazaki-Kariwa-7    | ABWR           | 3 926           | 1 356         | 1 315         | TEPCO      | HITACHI               | juil 1993     | déc 1996           | juil 1997             |
| Japon      | Onagawa-1               | BWR-4          | 1 593           | 524           | 498           | TOHOKU     | TOSHIBA               | juil 1980     | nov 1983           | juin 1984             |
| Japon      | Onagawa-2               | BWR-5          | 2 436           | 825           | 796           | TOHOKU     | TOSHIBA               | avril 1991    | déc 1994           | juil 1995             |
| Japon      | Onagawa-3               | BWR-5          | 2 436           | 825           | 796           | TOHOKU     | TOSHIBA               | jan 1998      | mai 2001           | jan 2002              |
| Japon      | Shika-1                 | BWR 5          | 1 593           | 540           | 505           | HOKURIKU   | HITACHI               | juil 1989     | jan 1993           | juil 1993             |
| Japon      | Shika-2                 | ABWR           | 3 926           | 1 206         | 1 108         | HOKURIKU   | HITACHI               | août 2001     | juil 2005          | mars 2006             |
| Japon      | Shimane-1               | BWR-3          | 1 380           | 460           | 439           | CHUGOKU    | HITACHI               | juil 1970     | déc 1973           | mars 1974             |
| Japon      | Shimane-2               | BWR-5          | 2 436           | 820           | 789           | CHUGOKU    | HITACHI               | fév 1985      | juil 1988          | fév 1989              |
| Japon      | Tokai-2                 | BWR-5          | 3 293           | 1 100         | 1 060         | JAPCO      | GE                    | oct 1973      | mars 1978          | nov 1978              |
| Japon      | Tsuruga-1               | BWR-2          | 1 070           | 357           | 340           | JAPCO      | GE                    | nov 1966      | nov 1969           | mars 1970             |
| Mexique    | Laguna Verde-1          | BWR-5          | 2 027           | 682           | 650           | CFE        | GE                    | oct 1976      | avril 1989         | juil 1990             |
| Mexique    | Laguna Verde-2          | BWR-5          | 2 027           | 682           | 650           | CFE        | GE                    | juin 1977     | nov 1994           | avril 1995            |
| Suède      | Forsmark-1              | BWR 75         | 2 928           | 1 033         | 978           | FKA        | ABBATOM               | juin 1973     | juin 1980          | déc 1980              |
| Suède      | Forsmark-2              | BWR 75         | 2 928           | 1 028         | 990           | FKA        | ABBATOM               | jan 1975      | jan 1981           | juil 1981             |
| Suède      | Forsmark-3              | BWR 3000       | 3 300           | 1 212         | 1 170         | FKA        | ABBATOM               | jan 1979      | mars 1985          | août 1985             |
| Suède      | Oskarshamn-1            | ABB BWR        | 1 375           | 487           | 473           | OKG        | ABBATOM               | août 1966     | août 1971          | fév 1972              |
| Suède      | Oskarshamn-2            | ABB BWR        | 1 800           | 661           | 624           | OKG        | ABBATOM               | sept 1969     | oct 1974           | jan 1975              |
| Suède      | Oskarshamn-3            | BWR 75         | 3 900           | 1 450         | 1 152         | OKG        | ABBATOM               | mai 1980      | mars 1985          | août 1985             |
| Suède      | Ringhals-1              |                | 2 540           | 887           | 856           | RAB        | ABBATOM               | fév 1969      | oct 1974           | jan 1976              |
| Suisse     | Leibstadt               | BWR 6          | 3 600           | 1 220         | 1 165         | KKL        | GETSCO                | jan 1974      | mai 1984           | déc 1984              |
| Suisse     | Mühleberg               | BWR 4          | 1 097           | 390           | 373           | BKW        | GETSCO                | mars 1967     | juil 1971          | nov 1972              |
| États-Unis | Browns Ferry-1          | BWR-4          | 3 458           | 1 152         | 1 065         | TVA        | GE                    | mai 1967      | oct 1973           | août 1974             |
| États-Unis | Browns Ferry-2          | BWR-4 (Mark 1) | 3 458           | 1 155         | 1 103         | TVA        | GE                    | mai 1967      | août 1974          | mars 1975             |
| États-Unis | Browns Ferry-3          | BWR-4 (Mark 1) | 3 458           | 1 400         | 1 104         | TVA        | GE                    | juil 1968     | sept 1976          | mars 1977             |
| États-Unis | Brunswick-1             | BWR-4 (Mark 1) | 2 923           | 990           | 938           | PROGENGC   | GE                    | fév 1970      | déc 1976           | mars 1977             |
| États-Unis | Brunswick-2             | BWR-4 (Mark 1) | 2 923           | 989           | 920           | PROGENGC   | GE                    | fév 1970      | avril 1975         | nov 1975              |
| États-Unis | Clinton-1               | BWR-6 (Mark 3) | 3 473           | 1 098         | 1 043         | AMERGENE   | GE                    | fév 1976      | avril 1987         | nov 1987              |
| États-Unis | Columbia                | BWR-5 (Mark 2) | 3 486           | 1 200         | 1 131         | ENERGYNW   | GE                    | fév 1972      | mai 1984           | déc 1984              |
| États-Unis | Cooper                  | BWR-4 (Mark 1) | 2 381           | 801           | 769           | NPPD       | GE                    | juin 1968     | mai 1974           | juil 1974             |
| États-Unis | Dresden-2               | BWR-3 (Mark 1) | 2 527           | 913           | 867           | EXELON     | GE                    | jan 1966      | avril 1970         | juin 1970             |
| États-Unis | Dresden-3               | BWR-3 (Mark 1) | 2 527           | 913           | 867           | EXELON     | GE                    | oct 1966      | juil 1971          | nov 1971              |
| États-Unis | Duane Arnold-1          | BWR-4 (Mark 1) | 1 912           | 614           | 579           | FPLDUANE   | GE                    | juin 1970     | mai 1974           | fév 1975              |
| États-Unis | Enrico Fermi-2          | BWR-4 (Mark 1) | 3 430           | 1 154         | 1 122         | DETED      | GE                    | sept 1972     | sept 1986          | jan 1988              |
| États-Unis | Fitzpatrick             | BWR-4 (Mark 1) | 2 536           | 882           | 854           | ENTERGY    | GE                    | mai 1970      | fév 1975           | juil 1975             |
| États-Unis | Grand Gulf-1            | BWR-6 (Mark 3) | 3 833           | 1 333         | 1 259         | ENTERGY    | GE                    | sept 1974     | oct 1984           | juil 1985             |
| États-Unis | Hatch-1                 | BWR-4 (Mark 1) | 2 804           | 898           | 876           | SOUTH      | GE                    | sept 1969     | nov 1974           | déc 1975              |
| États-Unis | Hatch-2                 | BWR-4 (Mark 1) | 2 804           | 921           | 883           | SOUTH      | GE                    | déc 1972      | sept 1978          | sept 1979             |
| États-Unis | Hope Creek-1            | BWR-4 (Mark 1) | 3 339           | 1 376         | 1 161         | PSEG       | GE                    | mars 1976     | août 1986          | déc 1986              |
| États-Unis | LaSalle-1               | BWR-5 (Mark 2) | 3 489           | 1 177         | 1 118         | EXELON     | GE                    | sept 1973     | sept 1982          | jan 1984              |
| États-Unis | LaSalle-2               | BWR-5 (Mark 2) | 3 489           | 1 179         | 1 120         | EXELON     | GE                    | sept 1973     | avril 1984         | oct 1984              |
| États-Unis | Limerick-1              | BWR-4 (Mark 2) | 3 458           | 1 194         | 1 130         | EXELON     | GE                    | juin 1974     | avril 1985         | fév 1986              |
| États-Unis | Limerick-2              | BWR-4 (Mark 2) | 3 458           | 1 194         | 1 134         | EXELON     | GE                    | juin 1974     | sept 1989          | jan 1990              |
| États-Unis | Monticello              | BWR-3          | 1 775           | 600           | 572           | NORTHERN   | GE                    | juin 1967     | mars 1971          | juin 1971             |
| États-Unis | Nine Mile Point-1       | BWR-2 (Mark 1) | 1 850           | 642           | 621           | NMPNSLLC   | GE                    | avril 1965    | nov 1969           | déc 1969              |
| États-Unis | Nine Mile Point-2       | BWR-5 (Mark 2) | 3 467           | 1 205         | 1 142         | NMPNSLLC   | GE                    | juin 1974     | août 1987          | mars 1988             |
| États-Unis | Oyster Creek            | BWR-2 (Mark 1) | 1 930           | 652           | 614           | AMERGENE   | GE                    | déc 1964      | sept 1969          | déc 1969              |
| États-Unis | Peach Bottom-2          | BWR-4 (Mark 1) | 3 514           | 1 171         | 1 112         | EXELON     | GE                    | jan 1968      | fév 1974           | juil 1974             |
| États-Unis | Peach Bottom-3          | BWR-4 (Mark 1) | 3 514           | 1 171         | 1 112         | EXELON     | GE                    | jan 1968      | sept 1974          | déc 1974              |
| États-Unis | Perry-1                 | BWR-6 (Mark 3) | 3 758           | 1 303         | 1 245         | FENOC      | GE                    | mai 1977      | déc 1986           | nov 1987              |
| États-Unis | Pilgrim-1               | BWR-3 (Mark 1) | 2 028           | 711           | 684           | ENTERGY    | GE                    | août 1968     | juil 1972          | déc 1972              |
| États-Unis | Quad Cities-1           | BWR-3 (Mark 1) | 2 957           | 913           | 867           | EXELON     | GE                    | fév 1967      | avril 1972         | fév 1973              |
| États-Unis | Quad Cities-2           | BWR-3 (Mark 1) | 2 511           | 913           | 867           | EXELON     | GE                    | fév 1967      | mai 1972           | mars 1973             |
| États-Unis | River Bend-1            | BWR-6 (Mark 3) | 3 091           | 1 036         | 978           | ENTGS      | GE                    | mars 1977     | déc 1985           | juin 1986             |
| États-Unis | Susquehanna-1           | BWR-4 (Mark 2) | 3 489           | 1 199         | 1 185         | PP&L       | GE                    | nov 1973      | nov 1982           | juin 1983             |
| États-Unis | Susquehanna-2           | BWR-4 (Mark 2) | 3 489           | 1 204         | 1 140         | PP&L       | GE                    | nov 1973      | juil 1984          | fév 1985              |
| États-Unis | Vermont Yankee          | BWR-4 (Mark 1) | 1 912           | 650           | 620           | ENTERGY    | GE                    | déc 1967      | sept 1972          | nov 1972              |
| Taïwan     | Chin Shan-1             | BWR-4          | 1 804           | 636           | 604           | TPC        | GE                    | juin 1972     | nov 1977           | déc 1978              |
| Taïwan     | Chin Shan-2             | BWR-4          | 1 775           | 636           | 604           | TPC        | GE                    | déc 1973      | déc 1978           | juil 1979             |
| Taïwan     | Kuosheng-1              | BWR-6          | 2 943           | 1 019         | 985           | TPC        | GE                    | nov 1975      | mai 1981           | déc 1981              |
| Taïwan     | Kuosheng-2              | BWR-6          | 2 943           | 985           | 948           | TPC        | GE                    | mars 1976     | juin 1982          | mars 1983             |

## Réacteurs en démantèlement
| Pays      | Nom du réacteur        | Modèle  | Capacité [MW]   | Capacité [MW] | Capacité [MW] | Exploitant                            | Constructeur                | Début constr. | Mise en service | Arrêt      |
| Pays      | Nom du réacteur        | Modèle  | Thermique (MWt) | brute (MWe)   | Net (MWe)     | Exploitant                            | Constructeur                | Début constr. | Mise en service | Arrêt      |
| --------- | ---------------------- | ------- | --------------- | ------------- | ------------- | ------------------------------------- | --------------------------- | ------------- | --------------- | ---------- |
| Allemagne | Brunsbüttel (KKB)      | BWR '69 | 2 292           | 806           | 771           | Kernkraftwerk Brunsbuettel GmbH (KKB) | KWU                         | avril 1970    | fév 1977        | août 2011  |
| Allemagne | Isar-1 (KKI 1)         | BWR '69 | 2 575           | 912           | 878           | E.ON                                  | KWU                         | mai 1972      | mars 1979       | mai 2011   |
| Allemagne | Krümmel (KKK)          | BWR 69  | 3 690           | 1 402         | 1 346         | KKK                                   | KWU                         | avril 1974    | mars 1984       | août 2011  |
| Allemagne | Philippsburg-1 (KKP 1) | BWR '69 | 2 575           | 926           | 890           | EnKK                                  | KWU                         | oct 1970      | mars 1980       | mars 2011  |
| Japon     | Fukushima Daiichi-1    | BWR-3   | 1 380           | 460           | 439           | TEPCO                                 | General Electric (GE)/GETSC | juil 1967     | mars 1971       | avril 2011 |
| Japon     | Fukushima Daiichi-2    | BWR-4   | 2 381           | 784           | 760           | TEPCO                                 | General Electric (GE)/T     | jan 1969      | juil 1974       | avril 2011 |
| Japon     | Fukushima Daiichi-3    | BWR-4   | 2 381           | 784           | 760           | TEPCO                                 | TOSHIBA                     | déc 1970      | mars 1976       | avril 2011 |
| Japon     | Fukushima Daiichi-4    | BWR-4   | 2 381           | 784           | 760           | TEPCO                                 | HITACHI                     | fév 1973      | oct 1978        | avril 2011 |
| Japon     | Fukushima Daiichi-5    | BWR-4   | 2 381           | 784           | 760           | TEPCO                                 | TOSHIBA                     | mai 1972      | avril 1978      | avril 2011 |
| Japon     | Fukushima Daiichi-6    | BWR-5   | 3 293           | 1 100         | 1 067         | TEPCO                                 | GE/T                        | oct 1973      | oct 1979        | avril 2011 |